# Otto Skorzeny

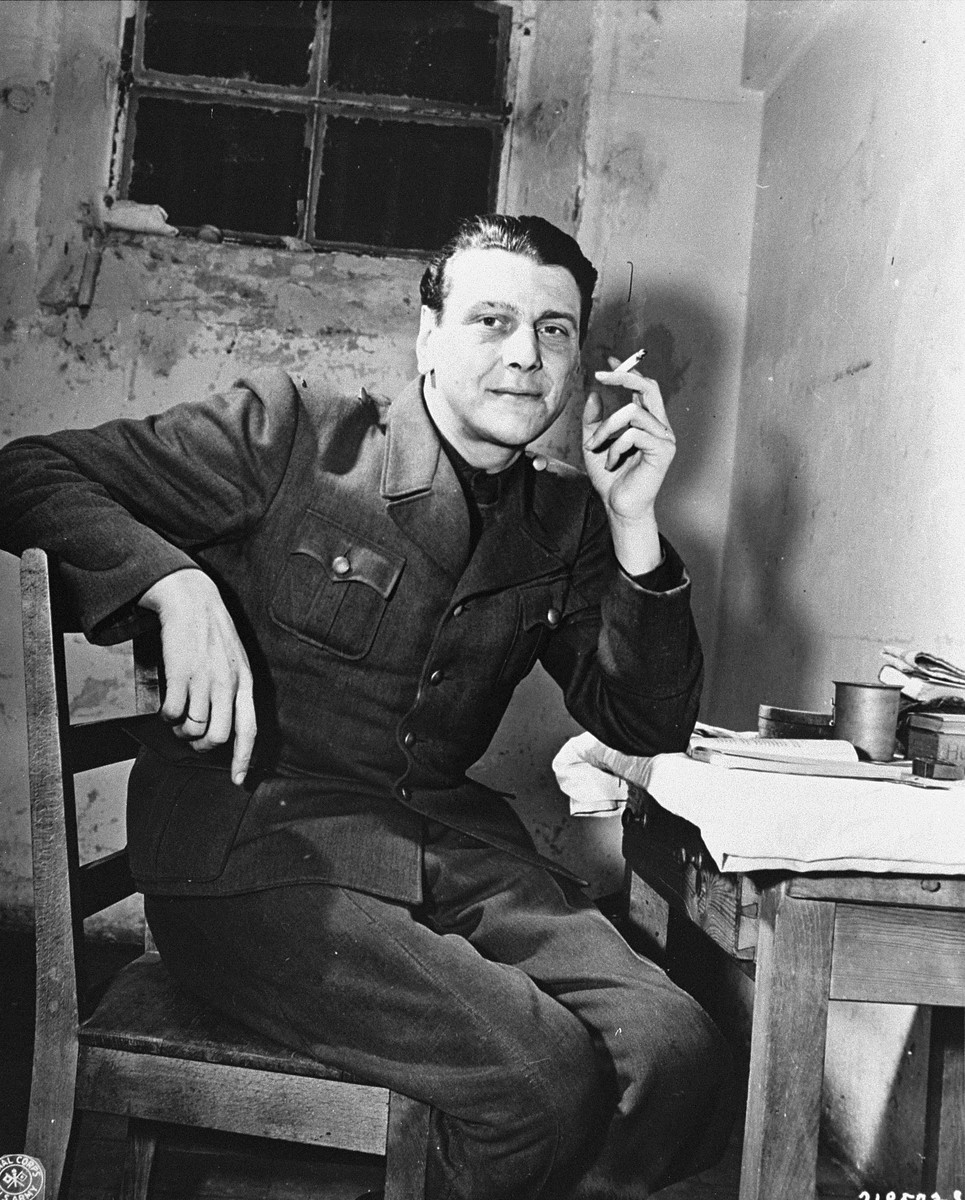
Otto Skorzeny als Insasse des Gefängnisses von Nürnberg (1945)

Otto Skorzeny (* 12. Juni 1908 in Wien; † 5. Juli 1975 in Madrid) war ein österreichischer Offizier der Waffen-SS, zuletzt im Rang eines SS-Obersturmbannführers. Bekannt wurde er durch seine Beteiligung am Unternehmen Eiche zur Befreiung des abgesetzten und unter Arrest gestellten italienischen Diktators Benito Mussolini.

## Leben bis 1945

### Jugend und Ausbildung
Skorzeny wuchs in einer bürgerlichen Familie auf. Seine Eltern waren der Bauingenieur Anton Skorzeny und Florentine Sieber. Skorzeny wurde römisch-katholisch getauft, seine Vornamen wurden in der Heiratsurkunde von 1939 (ausgestellt 1946) mit Otto Johann Anton angegeben.
Bereits als Schüler engagierte er sich politisch und trat 1922 dem rechtsextremen deutschnationalen „Deutschen Mittelschülerbund Österreichs“ bei. Nach seiner Matura studierte er ab 1926 an der Technischen Hochschule Wien Maschinenbau. 1927 trat er in die akademische Burschenschaft Markomannia Wien ein, von der er bis zu seinem Tode (1975) als Alter Herr geführt wurde. Aus dieser Zeit stammten auch seine deutlich sichtbaren Narben (Schmisse) aus vierzehn studentischen Mensuren, weshalb er später von den Alliierten „Scarface“ (deutsch „Narbengesicht“) genannt wurde. Im selben Jahr trat Skorzeny in die „Wiener Akademische Legion“ ein, ein 1922 gegründetes antimarxistisches Studentenfreikorps, das sich 1928 dem Steirischen Heimatschutz anschloss. 1931 verließ er die Legion wieder. Seine Diplomarbeit, mit der er am 31. Dezember 1931 zum Ingenieur graduierte, behandelte die Konstruktion eines Dieselmotors.

### Karriere im Nationalsozialismus
Laut eigenen Angaben inspiriert von einer Rede Joseph Goebbels’ in Wien, trat er zum 11. Mai 1932 in die österreichische NSDAP ein (Mitgliedsnummer 1.083.671). Im Februar 1934 wurde er Mitglied der in Österreich illegalen Schutzstaffel (SS-Standarte 89 – SS-Nummer 295.979). Am nationalsozialistischen Aufstand im Juli 1934 war er nicht beteiligt.
Skorzeny arbeitete nach seinem Examen zunächst als Mechaniker in einer Autowerkstatt, danach für die Firma Meidlinger Gerüstbau. Er heiratete im Mai 1934 Margareta Schreiber, die Tochter des Besitzers, wurde Geschäftsführer und ab 1937 Inhaber des Gerüstbauunternehmens. Im selben Jahr reichte er die Scheidung ein.
Als SS-Angehöriger war Skorzeny am Anschluss Österreichs beteiligt. Er gehörte zu den ersten Nationalsozialisten, die am 11. März 1938 nach der Umstellung des Bundeskanzleramts durch SS-Einheiten unter Ernst Kaltenbrunner das Gebäude stürmten und den Bundespräsidenten Wilhelm Miklas festsetzten. Nachdem Miklas vor der nationalsozialistischen Gewalt kapituliert hatte, begleitete ihn Skorzeny am frühen Morgen des 12. März 1938 zurück in seine Villa, wo er ihn konfinierte. Nach dem Krieg stilisierte sich Skorzeny selbst als „Retter“ von Miklas.
Im Zuge der Novemberpogrome 1938 zerstörten Skorzeny und seine SS-Truppe am 10. November 1938 die Vereinssynagoge Müllnergasse und eine weitere Synagoge im 3. Bezirk, wobei es zu zahlreichen Übergriffen gegenüber jüdischen Mitbürgern kam. Skorzeny führte die Zerstörungen nach den Vorgaben der Gestapo, Referat II.G, durch.
Am 30. Jänner 1939 erfolgte die Beförderung zum SS-Untersturmführer. Am 25. Mai 1939 heiratete er beim Standesamt Wien-Alsergrund Emmi Linhart (* 6. Dezember 1916 in Wiener Neustadt); dabei gaben die Brautleute an, gottgläubig zu sein. 1940 kam sein einziges Kind, die Tochter Waltraut, zur Welt.
Nach Beginn des Zweiten Weltkriegs meldete sich Skorzeny im September 1939 freiwillig zur Waffen-SS und Frontdienstleistung. Anfang Februar 1940 trat er als Reserve-Führer-Anwärter in die SS-Verfügungstruppe ein. Mit den Waffen-SS-Divisionen „Das Reich“ und „Totenkopf“ nahm er als Kraftfahroffizier am Frankreich- und Jugoslawien-Feldzug teil und wurde 1941 während des Deutsch-Sowjetischen Krieges in Russland verwundet.
Im April 1943 wurde er in das Reichssicherheitshauptamt (RSHA), Amt VI (Ausland – SD-Ausland), versetzt und übernahm dort am 20. April 1943 die Leitung der neuen Abteilung VI S (Schulung und Widerstandsbekämpfung), die auch für Sabotage- und Kommandoaktionen verantwortlich war. Diesen Karrieresprung hatte er der persönlichen Bekanntschaft mit Ernst Kaltenbrunner zu verdanken, der im Jänner 1943 Chef des RSHA geworden war. Am 28. April 1943 erfolgte Skorzenys Beförderung zum SS-Hauptsturmführer.
Die von Skorzeny geführte Abteilung VI S war ein Konkurrenzunternehmen des RSHA zur Spezialeinheit Brandenburg der militärischen Abwehr. Aus Einheiten des SD und der Sicherheitspolizei sowie Fallschirmjägern der Waffen-SS formierte er eine spezielle Kommandotruppe, die von April bis Juni 1943 als Sonderlehrgang z.b.V. Oranienburg, von Juni 1943 bis April 1944 als Sonderverband z.b.V. Friedenthal und ab April 1944 als SS-Jägerbataillon 502 zum Einsatz kam.

### „Befreiung“ Benito Mussolinis

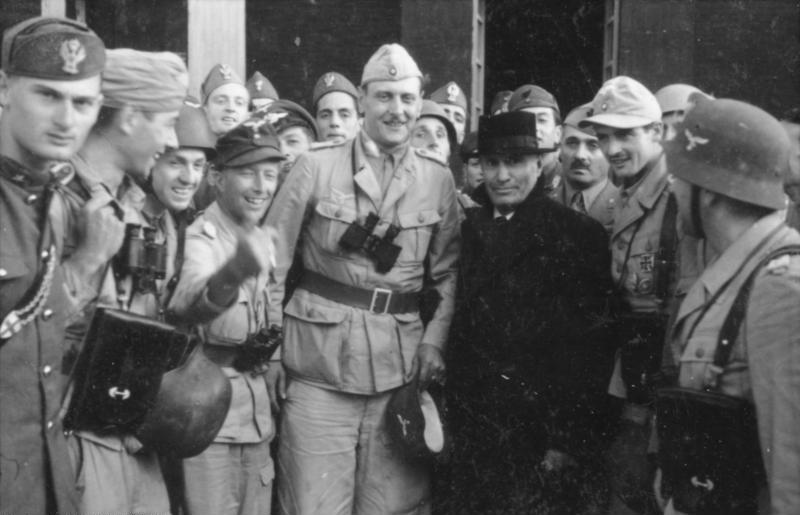
Skorzeny mit Harald Mors und Mussolini vor dem Hotel Campo Imperatore, 12. September 1943

Eine fälschlicherweise Skorzeny zugeschriebene Aktion war die sogenannte „Befreiung von Mussolini“. Nachdem Mussolini auf Befehl des Königs Viktor Emanuel III. am 25. Juli 1943 verhaftet worden war, machte Hitler die Suche nach dem Duce zur Chefsache und beauftragte Ende Juli 1943 außerhalb der militärischen Befehlskette den General der Fallschirmtruppe Kurt Student, Mussolini ausfindig zu machen und nach Deutschland zu bringen. Hitler ließ sich regelmäßig über den Vorgang unterrichten. Kurt Student ordnete am 12. September 1943 das Unternehmen Eiche an, eine Befreiungsaktion, die jedoch laut dem Historiker Wolfgang Schieder in Wahrheit eine „regelrechte Entführung“ darstellte. Student unterstand dabei auch eine von Skorzeny geführte SS-Sondereinheit. Während Kurt Student für die Planung und Ausführung der Aktion verantwortlich war, übernahm Skorzeny Sicherungsaufgaben und war für die Ermittlung des Aufenthaltsorts Mussolinis zuständig.
Wochenlang suchte Skorzeny in ganz Italien nach Mussolini. Der erste Hinweis kam jedoch nicht von Skorzeny, sondern von Herbert Kappler, Kommandeur der Sicherheitspolizei und des SD in Rom, der die vor Sardinien gelegene Marinebasis von La Maddalena nach Informationen des deutschen Chefs des Stabes des italienischen Admirals Bruno Brivonesi auf Sardinien, Fregattenkapitän Helmut Hunaeus, als Aufenthaltsort ausmachte. Um sich zu vergewissern, umkreiste Skorzeny am 18. August 1943 im Tiefflug die Inselgruppe. Er wurde dabei von den Bewachern Mussolinis entdeckt, die den Ex-Diktator daraufhin zum Hotel Campo Imperatore im Gebirgszug Gran Sasso verlegten.
Nachdem einige Wochen später auch der neue Aufenthaltsort ausfindig gemacht worden war, gelang es den Fallschirmjägern Students am 12. September 1943 in einer spektakulären Aktion, sich nach einer Landung mit Lastenseglern der Person Mussolinis zu bemächtigen und ihn außer Landes zu bringen. Skorzeny hatte erreichen können, dass er und einige seiner SS-Männer an der Aktion teilnehmen durften. Obwohl nicht so vorgesehen, drang Skorzeny mit seinen SS-Männern mit der ersten Gruppe in den unteren Eingang des Hotels ein, gefolgt von den Fallschirmjägern. Dies lag daran, dass die Flugzeugführer mit der eigentlichen ersten Welle eine zusätzliche Schleife flogen, welche die Flugzeugführer der zweiten Kette für nicht nötig hielten. Bei der Verlegung Mussolinis gefährdete er aber den Ausgang des Unternehmens, indem er darauf bestand, in derselben Maschine (Fieseler Storch) wie Mussolini zu fliegen, so dass das Flugzeug beim Start überladen war.
Obwohl Skorzeny weder an der direkten Planung der Operation beteiligt war noch sie befehligte, wurde er von der NS-Propaganda als „Befreier Mussolinis“ herausgestellt, zum SS-Sturmbannführer befördert und am 13. September 1943 mit dem Ritterkreuz des Eisernen Kreuzes ausgezeichnet. Dabei wurde bewusst verschwiegen, dass der Einsatz primär von Angehörigen der Fallschirmjägertruppe geplant und ausgeführt worden war, die Rolle Skorzenys und seiner SS-Leute hingegen stark aufgebauscht.

### Die Jahre 1944 und 1945

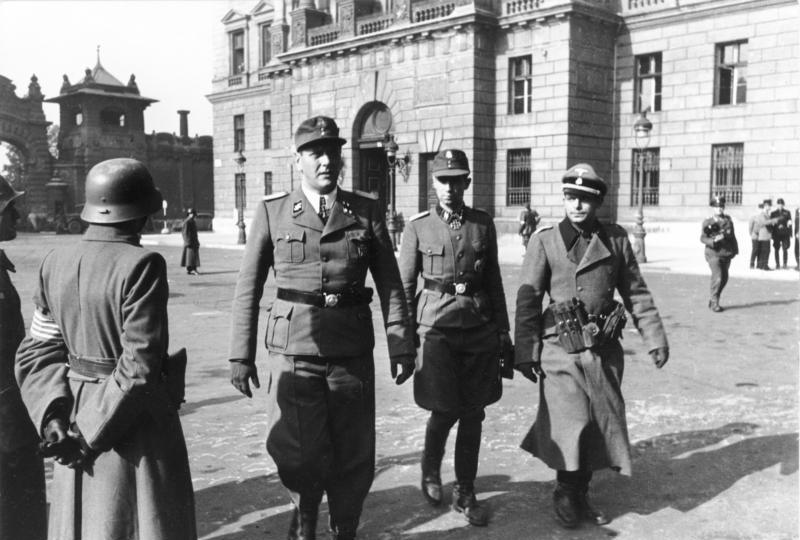
Skorzeny (links), Adrian von Fölkersam (Mitte) und Walter Girg (rechts) in Budapest, Oktober 1944

Durch eine Umstrukturierung des militärischen Geheimdienstes, der in Teilen vom RSHA übernommen wurde, stieg Skorzeny im Juli 1944 zum Gruppenleiter der Abteilung D (Sabotage und Zersetzung) des neu formierten „Amt Mil“ des RSHA auf. Nach dem gescheiterten Attentat vom 20. Juli 1944 auf Hitler rückte Skorzeny in der darauf folgenden Nacht mit einer SS-Kompanie auf den Bendlerblock vor, wo sich die „Kommandozentrale der Verschwörer“ befand. Im Zuge der Niederschlagung des erfolglosen Putsches sollten die SS-Männer neben der Besetzung des Gebäudes die dort befindlichen Offiziere zu dem Ereignis verhören.
Im Oktober 1944 wurde Skorzeny im Rahmen des Unternehmens Panzerfaust in Ungarn eingesetzt. Dabei handelte es sich um einen „SS-Putsch“ gegen den Reichsverweser Miklós Horthy und die ungarische Regierung, da es Anzeichen gab, dass Ungarn das Bündnis mit Deutschland aufkündigen wollte. Seine Sondereinheit besetzte am 15. Oktober 1944 die wichtigsten Regierungsstellen in Budapest; Horthys Sohn Miklós jr. wurde mit einem Flugzeug nach Deutschland entführt. Angesichts der Drohung, seinen Sohn zu erschießen, wenn er nicht Folge leisten würde, gab Horthy der Erpressung nach, erklärte seinen Rücktritt und begab sich in deutsche Gefangenschaft. Er wurde durch Ferenc Szálasi, einen Vertreter der faschistischen Pfeilkreuzler, ersetzt. Skorzeny wurde noch im Oktober zum SS-Obersturmbannführer befördert.
Im November 1944 wurde das von Skorzeny geführte „SS-Jägerbataillon 502“ in die „SS-Jagdverbände“ überführt, eine SS-Kommandotruppe für Sabotage und Zersetzung. Zusätzlich wurde das SS-Fallschirmjäger-Bataillon 600 in die „SS-Jagdverbände“ integriert und Skorzeny als Kommandeur berufen. Skorzeny war in der Folge an der Operation Freischütz beteiligt, der Versorgung, Unterstützung und geplanten Evakuierung der Kampfgruppe Scherhorn, einer angeblich hinter den sowjetischen Linien versprengten deutschen Einheit. Diesbezügliche Aktionen wurden bis zum April 1945 erfolglos fortgeführt; in Wirklichkeit war die „Kampfgruppe Scherhorn“ eine Erfindung des NKWD, mit der deutsche Kräfte und Ressourcen gebunden werden sollten. Ferner erhielt Skorzeny den Auftrag, hinter den russischen Linien eine Widerstandsorganisation aufzubauen und mit antikommunistischen Partisanen Kontakt aufzunehmen. Dazu gehörten verschiedene antisowjetische Gruppen im sowjetischen Hinterland bis zum Kaukasus. Nach einem Treffen mit den weißrussischen Kollaborateuren Radaslau Astrouski, Usewalad Rodska und Mikola Abramtschyk beschloss Skorzeny eine Zusammenarbeit, um Freiwillige für Sabotage-Einsätze und Personal zur Ausbildung von Infiltratoren zu gewinnen. In zwei dazu errichteten SD-Anlagen in Dahlwitz-Hoppegarten sowie in Walbuze (Ostpreußen) lernten die Rekruten die Nutzung von Funkverbindungen, Verschlüsselung, Demolierung und Tötungstechniken. Skorzeny war auch in die Ausbildung von Angehörigen der nationalsozialistischen Untergrundbewegung Werwolf involviert.

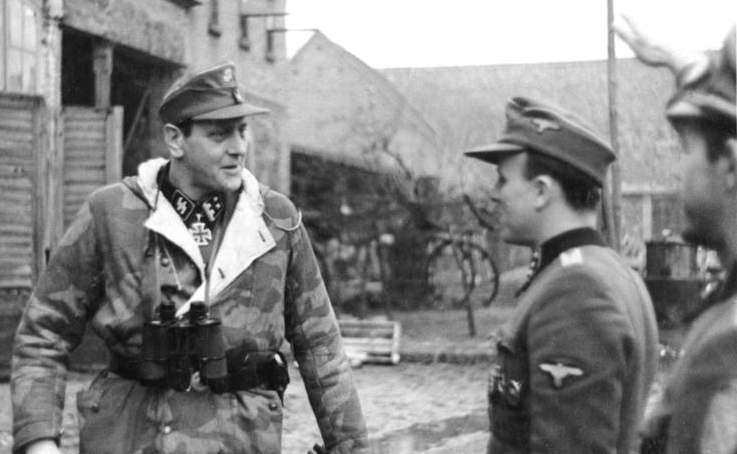
Skorzeny bei einer Lagebesprechung mit SS-Führern einer SS-Fallschirmjäger-Einheit an der Oder (Februar 1945)

Im Rahmen der Ardennenoffensive stellte Skorzeny im Dezember 1944 einen Kommandoverband auf, dessen Soldaten – in amerikanischen Uniformen getarnt – hinter den gegnerischen Linien Brücken über die Maas handstreichartig nehmen und für die nachfolgenden Panzerdivisionen offen halten sollten (Unternehmen Greif). Diese Aktion hatte keinen Erfolg.
Um eine Lücke an der Ostfront zu schließen, erhielt Skorzeny am 30. Jänner 1945 von Heinrich Himmler den Befehl, mit seinen SS-Jagdverbänden den Brückenkopf Schwedt zu verteidigen. Nach einem Standgericht in Schwedt unter dem Vorsitz von Skorzeny ließ er am 4. Februar 1945 Kurt Flöter, den Bürgermeister und Volkssturm-Kommandanten von Königsberg/Neumark, hinrichten, weil er die Stadt ohne Rückzugsbefehl verlassen hätte. Himmler enthob Skorzeny am 21. Februar 1945 von seiner Stellung als Kommandant des Brückenkopfs, nachdem rund 30 Prozent seiner Jagdverbände aufgerieben worden waren.
Im März 1945 wurde Skorzeny ins Alpengebiet geschickt und sollte dort mithelfen, den letzten deutschen Widerstand in der angeblichen „Alpenfestung“ zu organisieren. Er versammelte in Bad Aussee 250 bis 300 Angehörige verschiedener SS-Sonderverbände, denen er Ende April den Namen „Schutzkorps Alpenland“ gab. Am 16. Mai 1945 stellte sich Skorzeny in Annaberg im Lammertal US-amerikanischen Streitkräften der 3. US-Infanteriedivision und wurde nach Salzburg zum Verhör gebracht. Später wurde er in das Internierungslager Dachau verlegt und vom Counter Intelligence Corps verhört.

## Leben nach 1945

### Internierung und Kriegsverbrecherprozess
Während seiner Internierung in Dachau wurde Skorzeny als Kriegsverbrecher angeklagt, da seine Kommandos während der Ardennenoffensive völkerrechtswidrig in amerikanischen Uniformen operiert hatten. Vom 18. August bis zum 9. September 1947 wurde der Prozess United States of America v. Otto Skorzeny et al. gegen ihn und neun weitere Angeklagte als Teil der Dachauer Prozesse geführt. Die Angeklagten wurden „der mißbräuchlichen Benutzung feindlicher Uniformen, der Beraubung von Kriegsgefangenen, der Nicht-Aushändigung von Paketen an Kriegsgefangene sowie der Mißhandlung und Tötung amerikanischer Kriegsgefangener“ beschuldigt. Obwohl der Chefankläger Albert H. Rosenfeld Skorzeny als „the most dangerous man in Europe“ bezeichnete, wurden er und alle anderen Angeklagten freigesprochen, da der britische Offizier Edward Yeo-Thomas als Zeuge der Verteidigung bestätigte, dass alliierte Spezialeinheiten ebenfalls in gegnerischen Uniformen gekämpft hatten.
Im Anschluss an seinen Prozess in Dachau wurde Skorzeny den deutschen Behörden für weitere Untersuchungen übergeben und in das Internierungslager Darmstadt überführt. Am 27. Juli 1948, einen Tag bevor Skorzeny bei einer öffentlichen Anhörung im Rahmen der Nürnberger Prozesse vernommen werden sollte, wurde ihm auf bis heute ungeklärte Weise die Flucht ermöglicht, so dass er sich einer möglichen weiteren Strafe entziehen konnte.

### Flucht und Untertauchen
Über Skorzenys Flucht gibt es bis heute verschiedene Theorien. Nach seinen eigenen Angaben wurde er von drei als US-Militärpolizisten getarnten SS-Männern aus dem Internierungslager abgeholt. Die Uniformen seien von den Amerikanern zur Verfügung gestellt worden. Eine andere Version stammt von Michel Garder, einem ehemaligen Oberst des französischen Auslandsgeheimdienstes, der 1989 behauptete, er habe Skorzeny den US-Amerikanern weggeschnappt. Aktenvermerke der CIA lassen hingegen vermuten, dass Skorzeny im Zuge des beginnenden Kalten Krieges von der CIA abgeschöpft wurde.
Der Verbleib von Skorzeny zwischen Juni 1948 und seinem offiziellen Auftauchen 1950 ist ebenfalls umstritten. Während sein Biograph Charles Whiting behauptete, er habe sich bei Juan Perón in Argentinien aufgehalten, sprechen andere Quellen davon, dass er sich Mitte 1949 um die Anwerbung deutscher Spezialisten für Syrien bemühte und erst danach aufgrund des Fahndungsdrucks über Paris, Spanien, Italien und Bolivien nach Argentinien floh. Skorzeny selbst sprach von zwei in Deutschland und Frankreich verbrachten Jahren. Der Historiker Thomas Riegler hält Skorzenys Aussage vor der CIA, er habe sich von Juli 1948 bis Mai 1949 unter verschiedenen Identitäten in Westdeutschland versteckt und sei damit beschäftigt gewesen, seine Kriegserinnerungen zu schreiben, für die wahrscheinlichste Variante. Laut dem investigativen Journalisten Martin A. Lee versteckte sich Skorzeny nach seiner Flucht einige Zeit auf einem Bauernhof in Bayern, der von Ilse Finck von Finckenstein (geb. Lüthje) angemietet worden war, einer Nichte von Hjalmar Schacht, die später Skorzenys dritte Ehefrau wurde. Dabei benutzte er einen gefälschten Personalausweis, ausgestellt im August 1947 auf den Namen Rolf Steinbauer, Journalist aus Breslau.
Für den Vorabdruck seiner Kriegserinnerungen zahlte die Illustrierte Quick Skorzeny 1950 30.000 DM. Die gleiche Summe erhielt er vom Hansa Verlag Josef Toth in Hamburg 1950 für das Buch Geheimkommando Skorzeny. Auch der Figaro zahlte Skorzeny ein beachtliches Honorar für seine Geschichten. Diese Veröffentlichungen waren der Beginn einer umfangreichen publizistischen Tätigkeit Skorzenys, die auf reißerische Selbstdarstellung und überhöhte Selbststilisierung ausgerichtet war.
Skorzenys Flucht und Untertauchen brachten ihn immer wieder mit NS-Fluchthilfeorganisationen in Verbindung. Laut einem US-Geheimbericht vom 20. Jänner 1947 sagte ein deutscher Informant aus, dass Skorzeny bereits während seiner Internierung in Dachau der Führer des angeblichen Untergrund-Netzwerks Organisation der ehemaligen SS-Angehörigen (O.d.e.SS.A.) gewesen sei. Laut dem britischen Journalisten Guy Walters sei Skorzeny für diese Aufgabe jedoch „hoffnungslos ungeeignet“ gewesen. Eine ähnliche Rolle wurde ihm bezüglich der fiktiven SS-Fluchthelferorganisation Spinne angedichtet.
Konkreter waren Informationen der deutschen Polizei von September 1948 über eine „Skorzeny-Organisation“, die sich in der amerikanischen Besatzungszone ausbreite und dem „Kampf gegen den Kommunismus“ widme. Eine andere Geheimdienstquelle sprach von einer Untergrund-Bewegung ehemaliger SS-Mitglieder und Fallschirmjäger, die sich unter der Führung von Skorzeny sammle. Britische Behörden folgerten daraus, dass Skorzeny für die CIA arbeite und in Deutschland eine Sabotageorganisation aufbaue.
Während seiner klandestinen Zeit auf dem Bauernhof in Bayern stand Skorzeny in Verbindung mit Reinhard Gehlen. Zusammen mit Hartmann Lauterbacher rekrutierte er in München Mitarbeiter für die Organisation Gehlen. In diesem Zusammenhang hatte Skorzeny engen Kontakt zu Albert Schnez, dessen illegale „Soldatenselbsthilfe in Süddeutschland“ mit Hilfe der „Organisation Gehlen“ aufgebaut wurde (siehe Schnez-Truppe).
Laut Ilse Finck von Finckenstein warnte Gehlen Skorzeny 1948 vor einem Versuch der Sowjets, ihn zu kidnappen. Die Verhaftung seines Bruders Alfred 1948 durch die Sowjets, der am 13. Dezember 1948 zu 20 Jahren Besserungslager wegen angeblicher Spionagetätigkeiten verurteilt wurde, erfolgte laut Stefan Karner „offensichtlich aufgrund einer Verwechslung mit seinem Bruder Otto oder aber infolge der von den Sowjets praktizierten Sippenhaftung“. Im Jahr 1955 wurde Alfred vorzeitig aus der Haft entlassen und in seine Heimat zurückgeschickt.
An die Öffentlichkeit gelangte Skorzeny wieder am 14. Februar 1950 in Frankreich. Ein Foto von ihm, aufgenommen am Tag zuvor in einem Café an den Pariser Champs-Élysées, zierte die Titelseiten französischer Zeitungen. Kurz danach traf er sich in Österreich mit Veteranen und reichte die Scheidung von Emmi Linhart ein.

### Die Jahre 1950 bis 1960
Über Skorzenys Aktivitäten im Geheimdienstmilieu kursieren bis heute die verschiedensten Informationen. Der Historiker Peter Hammerschmidt erhielt im Januar 2012 Zugang zu den Skorzeny-Akten des Bundesnachrichtendienstes (BND). Laut seinen Recherchen gibt es keinen Zweifel, dass Skorzeny ab „Mitte 1949 Beziehungen zu amerikanischen Dienststellen“ pflegte. Darüber hinaus fand Hammerschmidt in den BND-Akten Belege für die Existenz westeuropäischer Staybehind-Strukturen, woraus er die Vermutung ableitet, dass Skorzeny an deren Aufbau in Deutschland beteiligt gewesen sei. Die BND-Akten zeichnen von Skorzeny ein Bild eines „freischaffenden Künstlers im Nachrichtengeschäft“ und charakterisierten ihn durchwegs negativ als „Mann mit pathologischem Geltungsbedürfnis“ und „Hochstapler“.

„Skorzeny hat ein bemerkenswertes Geschick, ‚immer rechtzeitig da zu sein‘, seine meistens geringfügige Beteiligung an ‚interessanten‘ Unternehmungen groß herauszustellen und sich ohne besondere Leistungen populär zu machen. […] [Er] hat und wird daher immer sein Wirken mit einem geheimnisvollen Schleier umgeben. Er bewegt sich am liebsten im Zwielicht. Er lebt von Andeutungen, Versprechungen und nicht bewiesenen Behauptungen. Diese Methode ist für ihn kennzeichnend, aber auch notwendig, weil er tatsachlich zu keiner ernsthaften Arbeit oder Leistung fähig ist.“

Laut Hammerschmidt geben die BND-Dokumente über Skorzeny keine Hinweise auf eine direkte Verbindung mit der Organisation Gehlen. Die Memoiren von Reinhard Gehlen zeichneten jedoch ein anderes Bild. So habe die Organisation Gehlen, finanziert und genehmigt durch die CIA, Anfang der fünfziger Jahre ehemalige SS-Angehörige für den Nahen Osten angeworben. Die CIA identifizierte später Skorzeny als führende Figur einer Expertentruppe, die 1953 von Gehlen persönlich beauftragt worden sei, die ägyptische Armee auszubilden.
Im September 1950 verlagerte Skorzeny seinen Lebensmittelpunkt nach Madrid, wo er unter dem Schutz des Diktators Francisco Franco stand, dem er als Militärberater diente. In Spanien spielte er eine bedeutende Rolle bei der Organisierung der zahlreichen ehemaligen SS-Männer, die sich auf der iberischen Halbinsel niedergelassen hatten. Der von Nikolaus von Preradovich als „Kristallisationspunkt“ bezeichnete Skorzeny hatte ein „regelrecht familiäres Verhältnis“ zu Léon Degrelle und Otto Ernst Remer.
1952 wurde Skorzeny in einem hessischen Entnazifizierungsverfahren in Abwesenheit als „minderbelastet“ eingestuft. In der Bundesrepublik wurden keine strafrechtlichen Ermittlungen gegen ihn eingeleitet.
Ab 1953 fungierte er unter anderem als Berater des argentinischen Präsidenten Juan Perón und des ägyptischen Staatschefs Gamal Abdel Nasser. 1953 gab es Vermutungen, Skorzeny habe an Aktivitäten des Naumann-Kreises teilgenommen. In Madrid war Skorzeny Repräsentant des Düsseldorfer Import-Export-Unternehmens von Werner Naumann.
Am 1. März 1954 heiratete Skorzeny seine dritte Ehefrau Ilse Finck von Finckenstein, mit der er seit 1950 in Madrid zusammengelebt hatte und deren Geschick als Geschäftsfrau für seinen unternehmerischen Erfolg mitverantwortlich war. Unter dem Namen „Rolf O. S. Steinbauer“ richtete er in Madrid ein Ingenieurbüro ein und entfaltete von dort aus rege geschäftliche Aktivitäten. Er konzentrierte sich darauf, Vertretungen westdeutscher Unternehmen zu übernehmen, was ihm relativ rasch gelang. So fungierte Skorzeny als Generalvertreter für verschiedene eisenverarbeitende Unternehmen wie die Stolberger Zink (Aachen), Couthino Caro & Co (Düsseldorf/Hamburg), die Neunkircher Eisenwerke, die Buderus Eisenwerke (Wetzlar), die Vereinigten Armaturen Co. (Mannheim) oder Bopp & Reuther (Mannheim).
In Österreich hatte Skorzeny ebenfalls hohe Protektoren. So übertrug man ihm die Generalvertretung der österreichischen VÖEST für Spanien und Lateinamerika. Gewinne aus Immobiliengeschäften trugen zu seinem Wohlstand bei. Skorzeny hatte in Grundstücke entlang der Costa del Sol investiert und profitierte vom Massenverkauf von Ferienhäusern. In Madrid bewohnte er eine Etagenwohnung, auf Mallorca besaß er ein Fischerhaus.
Ein weiteres lukratives Geschäft war der Waffenhandel. Als Vertreter der spanischen Waffenfirma Alfa operierte Skorzeny Mitte der 1950er Jahre in Belgisch Kongo, im Nahen Osten und in Nordafrika und stand „in ständiger Verbindung“ mit dem arabischen Großmufti Mohammed Amin al-Husseini. Er belieferte während der Sueskrise Ägypten, Jordanien und Algerien mit ausgemusterten Waffen der spanischen Armee.
Parallel zu seinen Beratertätigkeiten bemühte sich Skorzeny, verschiedene faschistische Gruppen in Europa zu einer neonazistischen „Internationale“ zusammenzuschließen. In diesem Zusammenhang traf er 1956 Oswald Mosley in Irland. Danach hielt er sich 1957 und 1958 mehrfach in Irland auf, wo er 1959 die Farm Martinstown House(⊙), Curragh im County Kildare kaufte. Er erhielt allerdings von den irischen Behörden kein permanentes Aufenthaltsrecht und durfte sich deshalb nur sechs Wochen pro Jahr im Land aufhalten. 1971 verkaufte er die Farm.

### Die Jahre von 1960 bis zum Tod

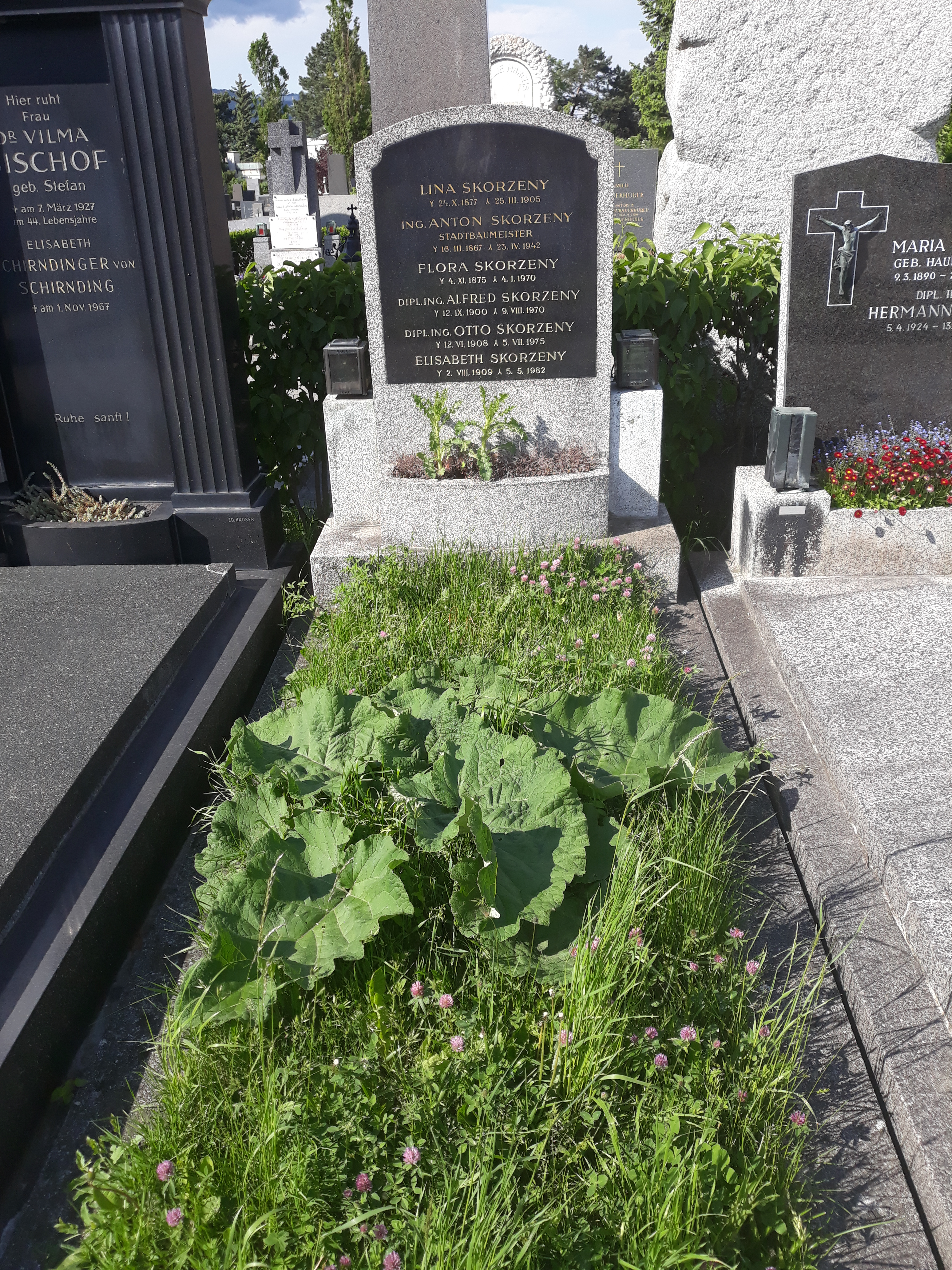
Grab der Familie Skorzeny, in dem auch Otto Skorzenys Urne bestattet wurde, auf dem Döblinger Friedhof in Wien

In den 1960er Jahren intensivierte Skorzeny seine Waffengeschäfte. Zusammen mit Gerhard Mertins, der 1943 unter seinem Kommando am „Unternehmen Eiche“ teilgenommen und zu Skorzenys 1954 in Ägypten operierender Expertengruppe gehört hatte, fungierte Skorzeny als Partner der von Mertins 1963 in Vevey, Schweiz, gegründeten Exportfirma Merex AG. Die Merex entwickelte sich im Laufe der 1960er Jahre zum bedeutsamsten deutschen Waffenlieferanten und wurde vom BND gesteuert. So fungierte Skorzeny unter anderem 1966 als Kontaktmann der Merex für Waffenlieferungen nach Peru und Bolivien.
Über eine Zusammenarbeit Skorzenys mit dem israelischen Geheimdienst Mossad wird in verschiedenen Versionen berichtet. Gemein haben sie, dass der Mossad über Skorzeny an Informationen zum ägyptischen Raketenprogramm gelangen wollte, um es zu sabotieren. Der Historiker Amnon Kava berichtete 1989 erstmals darüber: Als Repräsentanten der NATO getarnt, hätten im Frühjahr 1963 zwei Mossad-Offiziere Skorzeny in Madrid besucht. Der ehemalige Mossad-Direktor Meir Amit äußerte 1995, Skorzeny sei als Agent angeworben worden, um Kontakte zum „Sicherheitschef“ der deutschen Wissenschaftler in Kairo herzustellen. Dank Skorzeny habe der Mossad herausgefunden, dass „Nassers Waffenprojekt gegen Israel“ „purer Bluff“ war. Hinter der Bereitschaft Skorzenys zur Zusammenarbeit mit dem Mossad habe die Angst gestanden, wie Adolf Eichmann entführt zu werden; er habe seine Zusammenarbeit an die Zusicherung geknüpft, keiner weiteren Verfolgung ausgesetzt zu werden. In seinem 2024 erschienenen Buch Fugitives. A History of Nazi Mercenaries during the Cold War hat der israelische Historiker Danny Orbach diese Umstände genauer untersucht und im Kern bestätigt.
In den 1960er Jahren ermittelten deutsche und österreichische Justizbehörden erneut gegen Skorzeny wegen des Vorwurfs von Kriegsverbrechen. Die Ermittlungen betrafen unter anderem die Erschießung von Gefangenen während des Balkaneinsatzes 1941, die Erprobung einer Giftpistole an Häftlingen im KZ Sachsenhausen 1944 und die Verantwortung für die Ermordung von Soldaten und Zivilisten in der Schlussphase des Kriegs an der Oderfront. Das Bezirksgericht der tschechoslowakischen Stadt Ungarisch Hradisch hatte bereits Ende der 1950er Jahre einen Haftbefehl wegen der Ermordung von mehr als 39 Zivilisten im Zuge der „Partisanenbekämpfung“ durch ein Skorzeny unterstelltes SS-Einsatzkommando im April 1945 erlassen. Hierbei waren die mährischen Ortschaften Ploština, Prlov und Vařákovy Paseky niedergebrannt und ihre Bewohner ermordet worden. Ein diesbezügliches Ermittlungsverfahren in Österreich wurde am 16. Oktober 1958 eingestellt, auch weil die tschechische Regierung die Angelegenheit nicht weiter verfolgte. Eine Ausweitung der Voruntersuchungen gegen Skorzeny in Österreich wurde Ende 1956 erwogen. Es ging um die vermutlich von Skorzeny angeordnete Hinrichtung der österreichischen Widerstandskämpfer Karl Biedermann, Alfred Huth und Rudolf Raschke am 8. April 1945. Aufgrund einer „unklaren Beweislage“ wurde das Verfahren eingestellt. Ein ähnliches Schicksal hatten die neuen Ermittlungsverfahren in den 1960er Jahren. Für Skorzeny gab es keinerlei strafrechtliche Konsequenzen.
Ein Kreis von deutschen, österreichischen und spanischen Rechtsextremisten um Otto Skorzeny gründete 1965 in Barcelona einen „Freundeskreis der Musik Richard Wagners“. Dieser Freundeskreis wiederum unterstützte den Aufruf zur Gründung der rechtsextremen spanischen Organisation Círculo Español de Amigos de Europa (CEDADE) am 11. Jänner 1967 durch Angel Ricote. 1973 organisierte die CEDADE für Skorzeny einen öffentlichen Empfang mit NS-Uniformen und Hitlergruß, bei dem man der „Märtyrer“ Primo de Rivera, Mussolini und Hitler gedachte. Bis zu seinem Tod blieb Skorzeny Berater der CEDADE.
Otto Skorzeny starb am 5. Juli 1975 im Alter von 67 Jahren in Madrid an Krebs. Er wurde eingeäschert, die Urne später auf dem Döblinger Friedhof in Wien beigesetzt. Seine Burschenschaft Markomannia chargierte bei der Beisetzung. Walther Dahl und Hans-Ulrich Rudel hielten Trauerreden. „Alte Kameraden“ entboten dem Toten den Hitlergruß.

## Legenden um Skorzeny
Der Historiker Thomas Riegler beschäftigte sich eingehend mit den Legendenbildungen um Skorzeny. Die bekannteste ist seine Stilisierung durch die NS-Propaganda als „Mussolini-Befreier“. Nach Kriegsende arbeitete Skorzeny aktiv an der eigenen Mythologisierung und suchte sich als politisch neutralen Soldaten darzustellen, der eine neue Form unkonventioneller und irregulärer Kriegsführung initiiert habe. Diese Tendenz wurde durch die drei bisher einzigen englischsprachigen Skorzeny-Biografien von Charles Foley, Charles Whiting und Glenn B. Infield verstärkt, die sich im Wesentlichen darauf beschränkten, seine Erzählungen weitgehend unkritisch wiederzugeben und mit zahlreichen weiteren unbelegten Behauptungen zu ergänzen. Hinzu kamen Berichte in der Boulevardpresse, die noch zu Lebzeiten Skorzenys Gerüchte und Halbwahrheiten zu Abenteuergeschichten aufbliesen. So hätte er etwa gleichzeitig eine Armee in Indien und im Kongo organisiert oder gleichzeitig die algerische FLN und die französische OAS beliefert und beraten, oder man wähnte ihn in Frankreich auf der Suche nach dem Heiligen Gral. Das wurde selbst Skorzeny zu viel, der sich in einer Neuauflage seiner Memoiren beklagte, es sei unmöglich, „auch nur einen Bruchteil aller Hirngespinste zu zitieren, die über meine vermutlichen Aktivitäten gedruckt wurden“.
Zu den Legenden, die noch während des Weltkrieges entstanden, gehörte das von deutscher Seite gestreute Gerücht, Skorzeny habe Ende 1944 ein Attentat auf Dwight D. Eisenhower geplant. Eine weitere Legende, gestreut von der sowjetischen Gegenpropaganda, machte Skorzeny zum Leiter eines Unternehmens Weitsprung mit dem Ziel der Ermordung oder Entführung der drei Staatsführer Josef Stalin, Winston Churchill und Franklin D. Roosevelt auf der Teheran-Konferenz.
In der Nachkriegszeit entstanden weitere Legenden, so etwa, dass Kubas Diktator Fidel Castro Skorzenys Memoiren für seine Aktionen konsultiert hätte, was Castro dementierte. Eine andere Legende bringt Skorzeny mit dem mysteriösen Tod von Nikola Tesla in Zusammenhang.
Eine weitere Legende wurde erst 2018 aufgeklärt. Verschiedentlich war behauptet worden, dass Skorzeny vom Mossad mit Mordaktionen beauftragt worden sei. So sollte er den Rüstungsunternehmer Heinz Krug, der an einem Raketenprogramm in Ägypten beteiligt war, am 11. September 1962 bei München in eine Falle gelockt und erschossen haben. Der investigative Journalist Ronen Bergman recherchierte, dass in Wirklichkeit Agenten des Mossad 1962 Krug aus München entführten, in Israel monatelang verhörten und nördlich von Tel Aviv töteten, ohne Beteiligung Skorzenys.
Für Thomas Riegler steht fest, dass die Selbstmythologisierung Skorzenys und die Legendenbildung um seine Person eine Projektionsfläche für alle möglichen Vorstellungen von soldatischer Männlichkeit oder „Super-Agententum“ entstehen ließen, die bis heute in der Populärkultur fortwirken. Der Romanautor Ian Fleming etwa machte den Superschurken Hugo Drax in Moonraker (1955) zum Veteranen eines Skorzeny-Sabotagekommandos. Auch die Figur des Auric Goldfinger im James-Bond-Film von 1964 ist eine Anspielung auf ihn. In neuerer Zeit erschien Skorzeny als charismatischer Superschurke in der US-Graphic Novel Atomic Robo and the Dogs of War von 2008 sowie, per UFO zurückgekehrt, in der japanischen Manga-Serie The Legend of Koizumi (2006–2015).

## Schriften
- Geheimkommando Skorzeny. Autobiografie. Hansa Verlag Toth, Hamburg 1950, OBV, DNB.
- Lebe gefährlich. Ring Verlag Helmut Cramer, 1962, indiziert durch die Bundesprüfstelle für jugendgefährdende Schriften[76]
- Wir kämpften – wir verloren. Ring-Verlag Helmut Cramer, Siegburg-Niederpleis 1962, indiziert durch die Bundesprüfstelle für jugendgefährdende Schriften[76]
- Meine Kommandounternehmen. Limes Verlag, 1976.

### Unkritisch/Apologetisch
- Charles Foley: Commando Extraordinary. Pan Books, London 1956.
- Glenn B. Infield: Skorzeny: Hitler’s Commandos. Military Heritage Pr., New York 1981, ISBN 978-0-88029-212-2.

## Film
- Befreiung. Teil 2: Der Durchbruch, mit dem rumänischen Schauspieler Florin Piersic in der Rolle Skorzenys.
- Hitlers „gefährlichster Mann“. ZDF-History Dokumentation, Erstausstrahlung am 12. Juni 2012 und Mediathek
- Geheimkommando Bumerang. Regie: Helmut Krätzig. Dreiteiliger Fernsehfilm, DDR 1966. Geheimkommando Bumerang bei IMDb